# Ivan Ivanovics Lazsecsnyikov

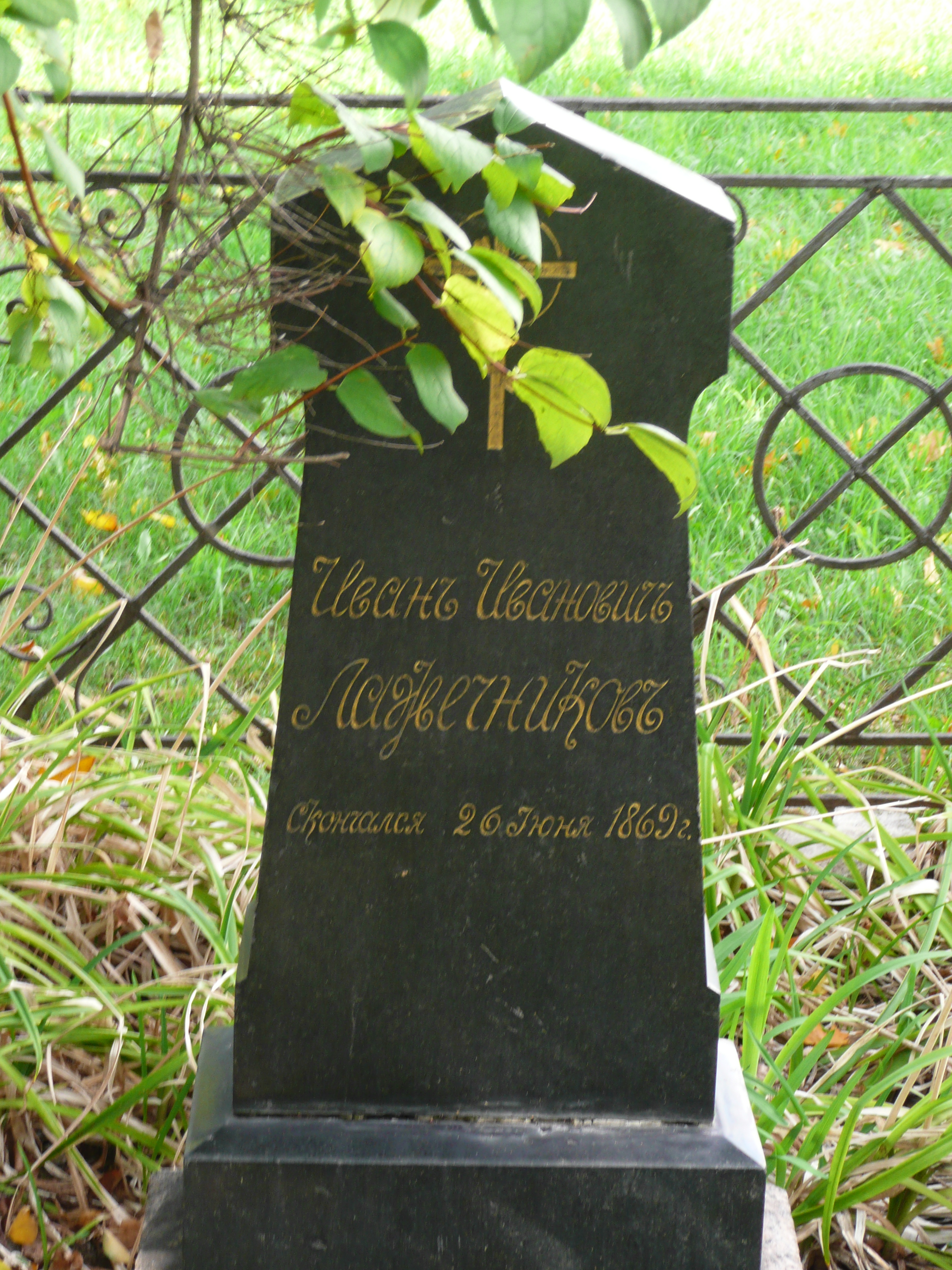
Sírja a Novogyevicsij-temetőben

Ivan Ivanovics Lazsecsnyikov (cirill betűkkel: Иван Иванович Лажечников; Kolomna, 1794. szeptember 26. (ó-naptár: 14) – Moszkva, 1869. július 8. (ó-naptár: június 26)) orosz regényíró.

## Élete
Egy gazdag kereskedő fiaként született, 1812 és 1819 között a hadseregben szolgált. Az orosz történelmi regény megalapítójának tartják Poszlednyij Novik (Az utolsó Novik, Szentpétervár, 1831–1833) című munkájával. 
Több regényt, elbeszélést, verset és drámát írt. Összes műveit Szemjon Vengerov adta ki (Polnoje szobranyije szocsinyenyij), valamint életrajzát is megírta (Szentpétervár, 1884).

## Művei
- Poszljednyij Novik (Az utolsó Novik, 1842)[1]
- Ljegyanoj dom (A jégház, 1835)
- Baszurman (Az idegen, 1838)